# Ivan Betskoy
Ivan Ivanovich Betskoi (ou Betskoy; 14 de fevereiro de 1704 - 11 de setembro de 1795), foi um reformista educacional russo que se tornou conselheiro da imperatriz Catarina II na área da educação e presidente da Academia Imperial das Artes durante trinta anos entre 1764 e 1794. A criação do primeiro sistema de educação pública na Rússia é considerada a sua maior realização em toda a sua longa carreira.

## Vida

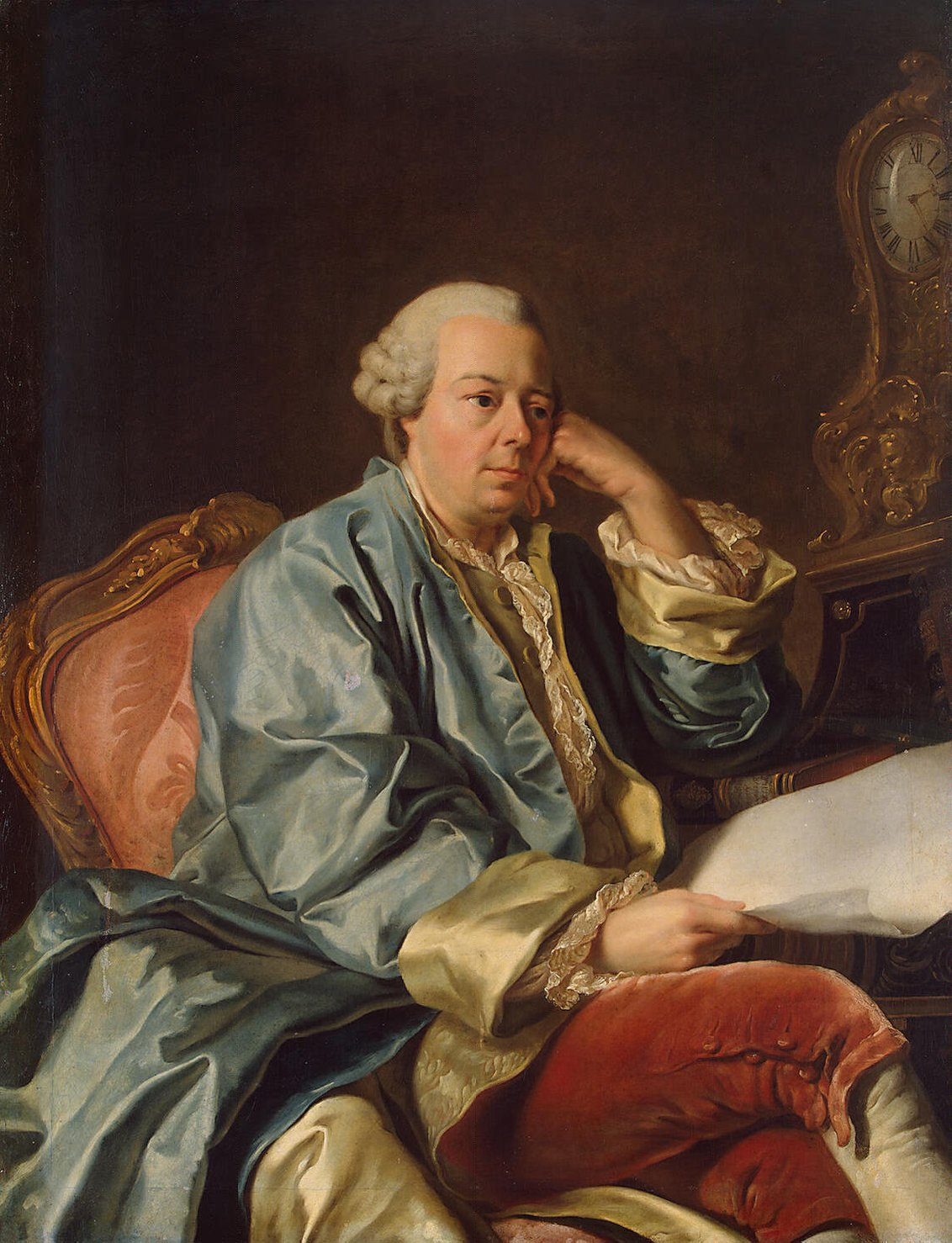
Ivan por Alexander Roslin.

Os pais de Ivan Betskoy eram o príncipe Ivan Trubetskoy, um marechal-de-campo russo, e a sua amante sueca, a baronesa de Wrede. O seu apelido é uma abreviação do do seu pai.
Ivan nasceu em Estocolmo, onde o seu pai tinha sido feito prisioneiro durante a Grande Guerra do Norte, e foi depois enviado para Copenhaga para ter a sua educação militar, tendo-se juntando ao regimento de cavalaria dinamarquês. Foi enquanto prestava serviço militar na Suécia que sofreu uma queda de cavalo que o iria forçar a retirar-se da vida militar. Uma vez que o seu pai não tinha mais filhos varões, Ivan regressou à Rússia em 1729. No início prestou serviço como ajudante-de-campo do seu pai, mas depois passou a integrar várias missões diplomáticas que o levaram a várias capitais europeias.
Ivan esteve fortemente envolvido no golpe de estado que colocou a imperatriz Isabel Petrovna no trono russo. Como sinal de agradecimento, a imperatriz promoveu-o a general-major e pediu-lhe que servisse a duquesa Joana Isabel de Holstein-Gottorp, cuja filha Catarina tinha sido escolhida para noiva do sobrinho e herdeiro da imperatriz, o grão-duque Pedro. Na verdade, Ivan já conhecia Joana Isabel há duas décadas e a intimidade que partilhava com ela fez com que surgissem rumores que ele era o pai biológico de Catarina.
Depois de Joana Isabel ser expulsa da Rússia em 1747, Ivan decidiu deixar os seus cargos diplomáticos na Rússia e mudou-se para Paris, onde passou os quinze anos que se seguiram a trabalhar de perto com os autores da Enciclopédia e Jean-Jacques Rosseau. Ivan foi apresentado aos membros mais altos da aristocracia francesa através da sua única irmã, Anastásia Ivanovna, que se tinha casado com o conde de Hesse-Homburg depois da morte do seu primeiro marido, o príncipe Dimitrie Cantemir da Moldávia.
Pedro III da Rússia voltou a chamar Ivan à corte e encarregou-o da gestão dos palácios e jardins imperiais. Quando chegou a São Petersburgo, Ivan aproximou-se imediatamente da esposa do czar, a sua suposta filha Catarina, ajudando-a a depor Pedro III em 1762. O estadista tinha grandes esperanças de beneficiar da sua ajuda na conspiração. Na sua autobiografia, a princesa Catarina Vorontsova-Dashkova, relembra uma ocasião em que Ivan fazia perguntas como: "Não fui eu quem incentivou os guardas? Não fui eu quem atirou dinheiro às pessoas na rua?", à imperatriz.
Apesar de não ter tido qualquer posição política de relevo até 1764, quando Catarina o nomeou presidente da Academia Imperial das Artes, Ivan tornou-se um pilar do sistema russo. A sua posição na corte de Catarina não é fácil de classificar. Alguns historiadores dizem que a sua função era de "secretário pessoal", outros consideram-no um "ministro da educação não-oficial". Era uma das poucas pessoas que teve acesso ilimitado à imperatriz durante a maioria do seu reinado. Foi por sugestão sua que Étienne Maurice Falcone foi escolhido para esculpir o Cavaleiro de Bronze e foi ele que escolheu Georg von Veldten para fazer a vedação de ferro do Jardim de Verão.
A influência de Ivan continuou a ser forte até ao final da década de 1780, quando as ideias iluministas de Catarina começaram a desvanecer e se dizia dele que "estava a voltar à infância" devido à sua idade avançada. Tinha noventa e dois anos quando morreu, depois de um longo período de incapacidade e cegueira. Ivan nunca se casou e deixou as suas propriedades a uma filha bastarda sua que era muito chegada à imperatriz Catarina. Esta filha viria a casar-se com José de Ribas, um aventureiro espanhol que fundou a cidade de Odessa.

## Reformas Educacionais

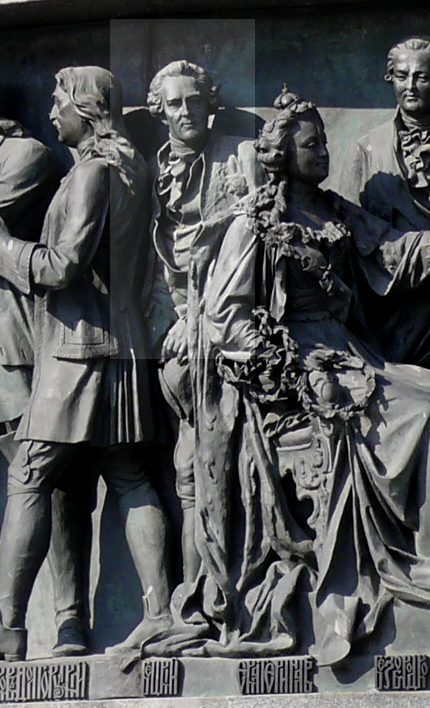
Ivan ao lado de Catarina num monumento em São Petersburgo.

Em 1763, Ivan apresentou a Catarina o Estatuto Para a Educação dos Jovens de Ambos os Sexos, um documento cheio de citações de Comenius, John Locke e Rosseau e apresentava uma proposta para educar os jovens russos de ambos os sexos nas escolas do estado com o objectivo de criar "uma nova raça de homens". Ivan apresentou uma série de argumentos a favor da educação geral das crianças em vez de uma formação mais especifica: "oferecendo aos nossos jovens uma educação nestes princípios, iremos criar (...) novos cidadãos." Devia ser dada uma maior atenção aos internatos devido à ideia de Rosseau de que "isolar os alunos faz com que os professores os consigam proteger dos males da sociedade."
A imperatriz apoiou esta ideia e criou a Sociedade Para a Formação de Jovens Bem-Nascidas, tendo Ivan como administrador. Esta associação criou uma escola, o Instituto Smolny, que se tornou a primeira instituição para a educação de mulheres na Rússia e uma das primeiras da Europa. O Smolny deveria tornar-se um centro de formação das ideias de Rosseau sobre a educação: as jovens - consideradas as futuras bases educacionais das suas famílias - eram protegidas de todas as influências negativas e tiveram uma educação mais moral do que intelectual. A imperatriz manteve correspondência com várias das alunas, considerando a escola a sua maior contribuição para a sociedade russa.
Ivan e Catarina escreveram em conjunto um manual para ser usado nesta escola intitulado "Considerando os Deveres do Homem e do Cidadão". Este ensaio não só discutia os deveres das alunas para com Deus e a sociedade, mas tinha também conselhos práticos sobre saúde, higiene e outros assuntos quotidianos. Uma longa colecção dos manuais de Ivan foi publicada em Amesterdão em 1775. A edição que escreveu com Catarina foi revista e aumentada para dois volumes entre 1789 e 1791.
Tendo nascido fora de um casamento, e desejoso de reduzir a elevada taxa de infanticídios, Ivan viu nas crianças bastardas e orfãs uma oportunidade de aplicar as suas teorias educacionais. Foi por sugestão sua que foram abertas duas casas de acolhimento, a primeira em Moscovo, em 1764, e a segunda em São Petersburgo em 1770. A Casa de Acolhimento de São Petersburgo foi uma precursora da actual Universidade de Herzen. Não menos importante foi o seu encorajamento da educação de filhos de mercantes. Ivan deplorava o facto de "termos apenas duas classes na nossa sociedade: os camponeses e os nobres", e tentou promover o desenvolvimento da classe média através da criação de uma escola comercial em Moscovo.